# Estación aeronaval

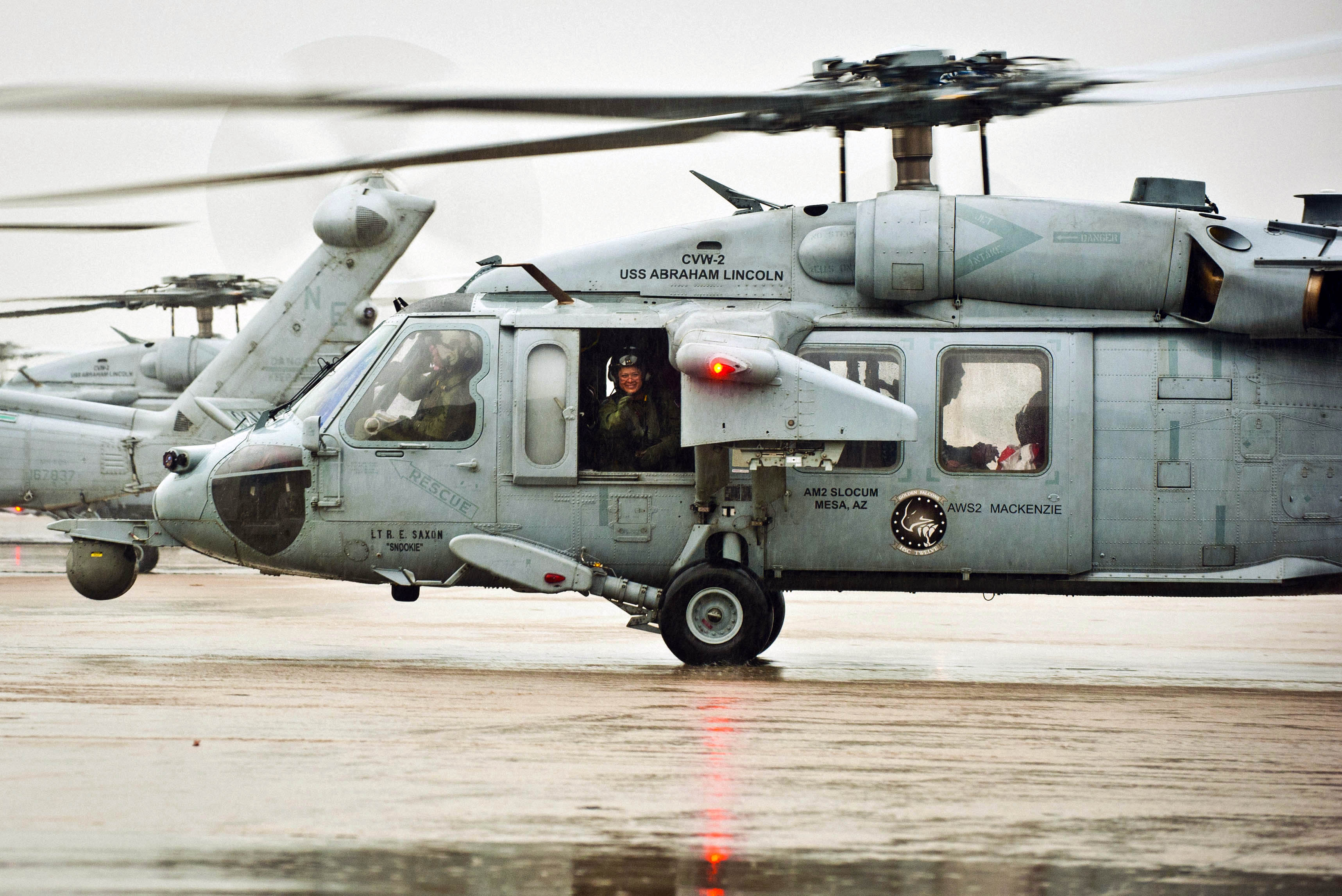
Helicópteros MH-60S en la estación aeronaval de North Island (California) en 2011.

Una estación aeronaval (del inglés: Naval air station) es una base aérea militar y consta de una serie de instalaciones operacionales permanentes con base en tierra para la división de aviación militar pertenecientes a la rama de servicio de una armada (aviación naval). Estas bases suelen estar formadas por escuadrones, grupos o alas, sus diversos comandos de apoyo y otros comandos inquilinos.
El término "Estación Aeronaval" es utilizado por las armadas de muchos países, como la Marina de Estados Unidos, la Armada Real Australiana, la Marina Real británica y la Armada de la India.
En el caso de la Marina de Estados Unidos, el Cuerpo de Marines dispone de instalaciones parecidas y se las conoce como Estaciones Aéreas del Cuerpo de Marines (Marine Corps Air Stations) y en el caso de las instalaciones de la Guardia Costera se las denomina también como Estaciones Aéreas de la Guardia Costera (Coast Guard Air Stations).

## Armada Argentina
La Aviación Naval Argentina opera cuatro Bases Aeronavales (BAN): desde la BAN de Punta Indio (BAPI) en la Provincia de Buenos Aires, pasando por la BAN de Comandante Espora (BACE) y la BAN Almirante Zar (BAAZ) en Patagonia, hasta la BAN Almirante Quijada (BARD) en Tierra del Fuego . Las pistas también sirven a las aerolíneas nacionales en casi todas las bases aéreas militares argentinas. La Marina opera la Estación Aeronaval (EAN) que tienen tripulaciones más pequeñas y normalmente no se les asignan aeronaves. Estas incluyen Ezeiza, Río Gallegos y Ushuaia.
La Prefectura Naval Argentina, actuando igualmente en calidad de Guardacostas, también opera estaciones aéreas en Posadas, Buenos Aires, Mar del Plata y Comodoro Rivadavia. Los aviones que operan desde estas bases están muy involucradas en rescates aéreos y marítimos.

## Marina Real Australiana
En Australia hay una estación aeronaval, la "NAS de Nowra", o la HMAS Albatross, y el Astillero Naval de Reparación de Aeronaves (Naval Aircraft Repair Yard) oficial y la instalación de entrenamiento para aprendices HMAS Nirimba en Schofields (Sydney).

## Armada Francesa

Estaciones aeronavales activas de la rama aérea naval Francesa (situación en 2012). Las otras dos fueron desactivadas en 2011.

En 2017 la Aviación Naval Francesa contaba con cuatro estaciones aeronavales (BAN), todas ubicadas en territorio metropolitano.

### Bases d'aéronautique navale
- BAN Lann-Bihoué (principalmente dedicada a patrullas marítimas)
- BAN Lanvéoc-Poulmic (dedicada a los helicópteros)
- BAN Landivisiau (con objeto de embarcar a cazas de combate en portaaviones)
- BAN Hyères Le Palyvestre, (embarque de cazas de combate en portaaviones))

### Localización
En 2011 el BAN de Tontouta fue reasignado a la Fuerza Aérea Francesa; el BAN de Nîmes-Garons ahora está asignado principalmente a la aviación civil (transporte aéreo) y, en segundo lugar, al Ministerio del Interior para la Seguridad Civil.

## Royal Navy
El Reino Unido tiene dos Royal Naval Air Stations (RNAS) activas, la RNAS Yeovilton (HMS Heron) y la RNAS Culdrose (HMS Seahawk).
Hasta 2006 la primera se utilizó como principal base de operaciones para los Sea Harriers de la Royal Navy, que albergaba a los tres portaaviones de embarque de la clase Invincible. Sin embargo, tras la retirada en ese año del BAe Sea Harrier ningún avión de ataque ha operado estado operando desde allí. Se cree que todos sus sucesores tienen su base en RAF Lossiemouth. La estación aeronaval RNAS Yeovilton también alberga el Museo de la Fleet Air Arm, que exhibe una variedad de aviones del Real Servicio Aeronaval (1914-1918) hasta nuestros días. La RNAS Yeovilton también dispone de su estación aeronaval RNAS Merryfield, que utiliza como estación secundaria y de entrenamiento.
La RNAS de Culdrose dispone de a una variedad de escuadrones de helicópteros y de ala fija, como el Sea King y el Jetstream, respectivamente. Entre las instalaciones con las que cuenta la RNAS de Culdrose se encuentra la "plataforma ficticia", utilizada para entrenar a los pilotos en el aterrizaje de barcos, la instalación de entrenamiento Merlin y la Unidad de Dirección Aérea de Requerimientos de Flota. Su aeródromo satélite (secundario) es la RNAS de Predannack.

## Armada Italiana
La Marina Militare de Italia tiene tres estaciones aeronavales: la MARISTAELI Catania, MARISTAELI La Spezia Luni y MARISTAER Grottaglie.

## Armada de Estados Unidos

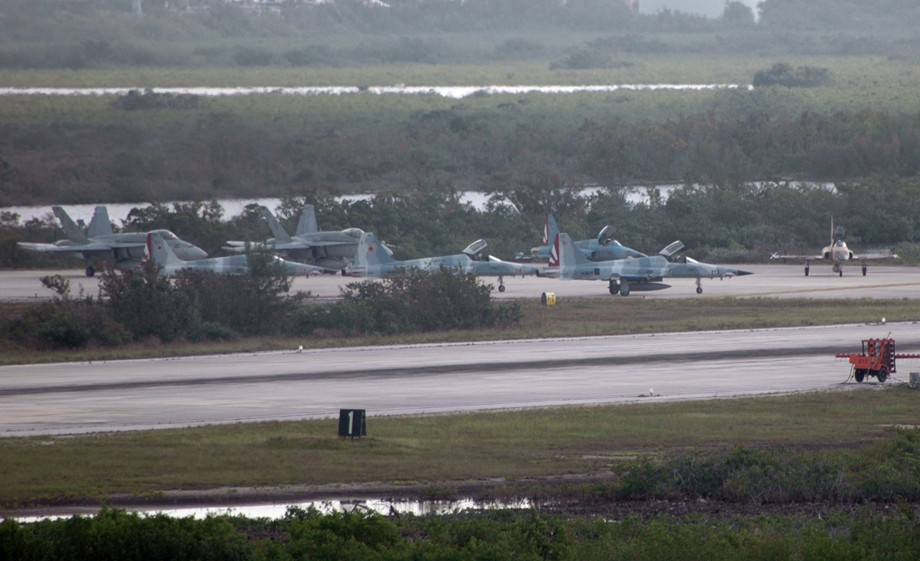
Línea de vuelo en la estación aeronaval de Key West en 2007.

En Estados Unidos una "Estación Aeronaval" (del inglés "Naval Air Station" (NAS)) es una base aérea de la Marina de Estados Unidos. Cuando estas estaciones se encuentran en países extranjeros se denominan más específicamente como Estaciones Aeronavales de Estados Unidos (US Naval Air Stations (USNAS) para evitar confusiones con las estaciones aeronavales utilizadas por las armadas de los países anfitriones.
Un nivel ligeramente más bajo de base aérea en la Marina de Estados Unidos son las llamadas Instalaciones Aeronavales. Estas instalaciones normalmente admiten un número menor de aeronaves navales. Los aviones navales con base permanente suelen ser mínimos, y el objetivo principal es apoyar a los aviones navales desplegados desde otras instalaciones. Ejemplos de ello es la Instalación Aeronaval de Atsugi, en Japón; la NAF de Diego García, en Territorio Británico del Océano Índico; la NAF de El Centro, en California; la NAF de Washington, en la Base de Andrews de la Fuerza Aérea, en Maryland; la NAF de Souda Bay, en Creta; la NAF de Misawa, en la Base Aérea de Misawa, de la Fuerza Aérea de Estados Unidos, en Japón; y la NAF de Mildenhall, en la instalación Mildenhall de la RAF, utilizada por la Fuerza Aérea de los Estados Unidos en el Reino Unido. Las acciones de Realineación y Cierre de Bases (Base Realignment and Closure (BRAC) han dado lugar al cierre de Instalaciones Aeronavales como la NAF de Detroit en la Base de Selfridge de la Guardia Nacional Aérea, en Michigan; la NAF de Lajes en la Base aérea de Lajes de la Fuerza Aérea de Estados Unidos en las Azores; la NAF de Kadena en la Base Aérea de Kadena de la Fuerza Aérea de Estados Unidos, en Japón; la NAF de Adak, en Alaska; y NAF de Midway, al noroeste de Hawái.
También hay una serie de antiguas Estaciones Aeronavales (Naval Air Stations) que se han realineado como parte de Estaciones Navales (Naval Stations (NAVSTA) más grandes o redesignadas para otras funciones en la Armada. Esto incluye a la antigua Estación Aeronaval de Norfolk, en Virginia (ahora parte de la Estación Naval de Norfolk), la antigua Instalación Aeronaval del Mayport, en Florida (ahora parte de la Estación Naval de Mayport), la antigua Estación Aeronaval de la Bahía de Guantánamo, en Cuba (ahora parte de la Base Naval de la Bahía de Guantánamo); y la antigua Estación Aeronaval de Lakehurst, en Nueva Jersey (redesignada como Estación Aeronaval de Ingeniería de Lakehurst). En el caso de la Estación Aeronaval de Memphis, en Tennessee (redesignada como Actividad Naval de Apoyo Mid-South), el aeródromo y la línea de vuelo se entregaron a las autoridades civiles locales, mientras que la Marina conservó el resto de la instalación.
Igualmente hay instalaciones más grandes que son similares a las Estaciones Aeronavales y poseen grandes instalaciones de aeródromos, pero en realidad se construyeron como parte de instalaciones mucho más grandes o se dedicaron a actividades de investigación y desarrollo. Entre ellas se encuentran la NAVSTA de Rota en España; la recientemente cerrada NAVSTA de Roosevelt Roads, en Puerto Rico; la aún activa Estación Aeronaval de Armas de China Lake, en California; y el recientemente cerrado Centro Aeronaval de Guerra de Warminster, en Pensilvania.
La Marina también opera una serie de aeródromos austeros no tripulados o mínimamente tripulados conocidos como Campos Navales de Aterrizaje Auxiliar (Naval Auxiliary Landing Fields (NALF), Campos Navales de Aterrizaje Periférico (Naval Outlying Landing Fields (NOLF) o, simplemente como Campos Periféricos (Outlying Fields (OLF).

## Cuerpo de Marines de Estados Unidos
En Estados Unidos, una "Estación Aérea del Cuerpo de Marines" es una base aérea del Cuerpo de Marines de Estados Unidos. Cuando estas estaciones se encuentran en países extranjeros a menudo se las denomina como Estaciones Aéreas de Estados Unidos del Cuerpo de Marines (US Marine Corps Air Stations (USMCAS), a semejanza de sus contrapartes de la Armada de Estados Unidos (el Cuerpo de Marines es una rama de servicio que forma parte del Departamento de la Marina), ya que este término es utilizado por las armadas de otros países.
Como parte de la Aviación Naval, las Estaciones Aéreas y las Instalaciones Aéreas del Cuerpo de Marines cumplen una función similar a las Estaciones Aeronavales y a las Instalaciones Aeronavales para el Cuerpo de Marines de Estados Unidos. Las unidades de aviación de los Marines también son asignadas en ocasiones como unidades con base permanente a las Estaciones Aeronavales, a las Instalaciones Aeronavales y, en casos excepcionales, también a las Bases de la Fuerza Aérea y a las Bases de la Guardia Nacional Aérea.
Al igual que la Armada, el Cuerpo de Marines también opera una serie de aeródromos austeros no tripulados o mínimamente tripulados, conocidos como Campos de Aterrizaje Auxiliar del Cuerpo de Marines, Campos de Aterrizaje Periférico del Cuerpo de Marines o, simplemente como Campos Periféricos. Dado que los entrenamientos de vuelo de los Marines están combinados junto con los de la Armada y la Guardia Costera, los campos dedicados al entrenamiento de los estudiantes de aviación en el sureste de Estados Unidos permanecen bajo control de la Marina. De este modo, los campos auxiliares del Cuerpo de Marines apoyan a las unidades operacionales de las Fuerzas de Flota de los Marines con fines de preparación, como en las prácticas de aterrizaje en portaaviones para aviones de ala fija y rotativa que embarcan en portaaviones o en barcos de asalto anfibio.

## Guardacostas de los Estados Unidos
La Guardia Costera de Estados Unidos también forma parte de la Aviación Naval de Estados Unidos y opera sus propias Estaciones Aéreas e Instalaciones Aéreas de la Guardia Costera, ya sea como instalaciones independientes en aeropuertos civiles y militares conjuntos o instalaciones controladas por la Guardia Costera, o ubicadas en Estaciones Aeronavales, Bases de la Fuerza Aérea, Bases de la Guardia Nacional Aérea y Campos Aéreos del Ejército. Dado que la Guardia Costera no tiene instalaciones de aviación ubicadas en países extranjeros, el servicio tiende a no usar el término "Estación Aérea de de Estados Unidos la Guardia Costera ("U.S. Coast Guard Air Station" (USCGAS), sino que utilizan el término Estación Aérea de la Guardia Costera (Coast Guard Air Station (CGAS) o simplemente "AIRSTA". La Guardia Costera también opera una serie de instalaciones aéreas más pequeñas, la mayoría de las cuales se limitan solo a operaciones de ala giratoria y admiten una cantidad limitada de aeronaves y personal.